# Hank & Jed Movie Pictures
Hank & Jed Movie Pictures (Хэнк и Джед Муви Пикчерз) - местная киностудия Уилмингтона, Северная Каролина, занимающаяся производством комедийных короткометражек и мультфильмов.
В России приобрели популярность такие шоу, как BFFs (Battlefield Friends) и D&A (Doraleous and Associates).

## Продукция
Мультсериалы
Battlefield Friends, 2012 (англ. Друзья по Батлфилд) - комедийный мультсериал, основанный на серии игр Battlefield.
Doraleous and Associates, 2010 (англ. Доралеус и Компания) - комедийный мультсериал, описывающий странствия благородного рыцаря Доралеуса по стране Нюдония. 
Mob Squad, 2012 - комедийный мультсериал, основанный на игре Minecraft. В сериале показывается, как выглядит мир со стороны монстров. 
Мультфильмы
Toonstone, 2014 -  полнометражный, комедийный мультфильм, повествующий о жизни стрелка на Диком Западе.
Короткометражные фильмы
Return to the Rednecks, 2006 (англ. Возвращение к Деревенщинам) - короткометражная комедия, рассказывающая о жизни двух местечковых джедаев, которым приходиться сражаться с прислужниками темной стороны силы.
Брент Триплетт (Джедай Хэнк) - режиссёр, сценарист; Нейт Пэннинг (Джедай Джед) - сценарист; Брайан Махони (Дарт Вейдер) - сценарист; Райан Рисли (Уборщик Бара) - сценарист. 
Super Sam, 2005 (англ. Супер Сэм) - короткометражная комедия на тему жизни супергероев.

Брент Триплетт (Супер Сэм) - режиссёр, сценарист; Нейт Пэннинг (Монстр) - сценарист.

## Актерский состав и команда
Брент Триплетт (Brent Triplett) - сценарист, актер, актер озвучивания, режиссёр, продюсер;

Нейт Пэннинг (Nate Panning) - сценарист, актер, актер озвучивания, продюсер;

Брайан Махони (Bryan Mahoney) - актер озвучивания;

Тони Шнур (Tony Schnur) - музыкальный продюсер, актер озвучивания;

Джон Этеридж (Jon Etheridge) - актер озвучивания;

## Интересные факты
- Мультсериал "Doraleous and Associates" собрал 82,062$ на Кикстартере[2].
- Актеры участвовали в озвучивании официального трейлера запуска мультиплеера Battlefield 4. В игре есть пасхалка, с озвучиванием разговоров солдат[3][4].